# Nizip
Nizip (en àrab: نصيبين, Nisibis o Nasibin al-Rum, en kurd: Belqîs) és una ciutat i districte de la província de Gaziantep a Turquia. La població el 2009 era de 94.835 habitants. És a 45 km de Gaziantep, a 95 km de Şanlıurfa, i a 35 km de Karkamış (Carquemix), i està propera a les antigues ciutats romanes de Zeugma i Rumkale (que vol dir 'castell romà'). Pel seu nom es confon amb Nísibis perquè el nom antic d'aquesta era Nisibin. Nizip està propera a l'Eufrates mentre Nísibis és propera al Tigris.

## Història
El novembre del 754 les forces d'Abu-Múslim, partidari d'al-Mansur, van derrotar les d'Abd-Al·lah ibn Alí a la batalla de Nisibin.
El 24 de juny de 1839 els otomans i els egipcis van lliurar prop de la ciutat la batalla de Nizib (com llavors s'anomenava la ciutat) en la qual Ibrahim Paixà d'Egipte va derrotar el general otomà Hafiz Pasha (l'artilleria otomana estava manada per l'alemany Helmuth von Moltke i el cap otomà era Çerkes Hafiz Mehmed Pasha). Pocs dies després els otomans eren derrotats també per mar quan el kapudan Pasha Ahmed Fewzi Pasha va entregar la flota als egipcis. La derrota de Nizip va portar a la proclamació dels Tanzimat. El 1960 el districte tenia 115 pobles i 68.200 habitants i la mateixa ciutat tenia uns 19.300 habitants.